# 羊毛状渦巻銀河
羊毛状渦巻銀河(英語: Flocculent spiral galaxy) は、渦巻銀河の分類の1つ。おおぐま座の渦巻銀河NGC 2841がそのプロトタイプとされる。渦状腕がくっきりと見えるグランドデザイン渦巻銀河に対して、羊毛状渦巻銀河は不明瞭で不連続な腕を持つ。渦巻銀河のうち約30%が羊毛状渦巻銀河、約10%がグランドデザイン渦巻銀河、残りが中間渦巻銀河である。中間渦巻銀河は、羊毛状渦巻銀河に分類される場合もある。

## 羊毛状渦巻銀河の例
| 例       | 型        | 画像 | 星座             | 備考   |
| -------- | --------- | ---- | ---------------- | ------ |
| NGC 4414 | SA(rs)c   |      | かみのけ座       | [ 9 ]  |
| NGC 2841 | SA(r)b    |      | おおぐま座       | [ 4 ]  |
| NGC 7793 | SA(s)d    |      | ちょうこくしつ座 | [ 4 ]  |
| M101     | SAB(rs)cd |      | おおぐま座       | [ 10 ] |